# Майо-Кебі (префектура)

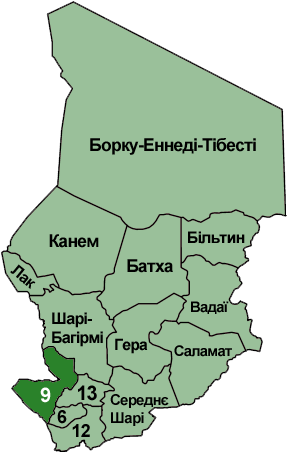
Майо-Кебі серед префектур Чаду.

Майо-Кебі (фр. Mayo-Kébbi, араб. مايو كيبي трансліт. Māyū Kībbī ) — одна з 14 префектур, на які розподілявся Чад в 1960—2000 роках. В 2002 префектура була розділена на два регіони: Західний Майо-Кебі (колишні супрефектури Пала і Лере) і Східний Майо-Кебі (супрефектури Бонгор, Кіанга і Гуну-Гая).
Префектура Майо-Кебі знаходилася південному заході Чаду. На півночі вона межувала з префектурою Шарі-Багірмі, на сході — з префектурами Танджиле і Західний Логон, на заході — з Камеруном; на крайньому півдні — невеликий відрізок кордону зі Східним Логоном.
Площа префектури становила 30 105 км², населення станом на 1993 рік — 825 158 осіб. Столиця — місто Бонгор.